# Banan manilski
Banan manilski (Musa textilis Nee) – gatunek rośliny należący do rodziny bananowatych (Musaceae). Pochodzi z Malezji, jest uprawiany w wielu krajach o klimacie tropikalnym.

## Morfologia
Wytwarzająca rozłogi bylina o wysokości do 7-8 m, Liście równowąsko-lancetowate, szerokie z brązowymi plamami z wielkimi pochwami tworzącymi rodzaj łodygi. Kwiaty zebrane w zwisające kwiatostany.

## Zastosowanie
- Roślina włóknodajna: Z pochew jego liści otrzymuje się włókno, zwane manilą (lub abaką) o długości 0,7-3,6 m. Produkuje się z niego liny okrętowe, powrozy i sznury, a także tkaniny i różnego rodzaju plecionki. Główne rejony uprawy ciągną się od Filipin po Indie.
- Młode owoce i pączki kwiatów męskich są jadalne.